# Adenau
Adenau è una città di 3 020 abitanti della Renania-Palatinato, in Germania.

Appartiene al circondario di Ahrweiler ed è capoluogo della comunità amministrativa omonima.

## Amministrazione

### Gemellaggi
- Castione della Presolana
- Mellieħa
- Sillery